# De club van lelijke kinderen (boek)
De club van lelijke kinderen is een boek van de Nederlandse schrijver Koos Meinderts uit 1987. Het boek beschrijft een poging van een dictator om alle lelijke kinderen in Nederland op te ruimen, en snijdt hiermee op speelse wijze thema's als discriminatie, onderdrukking, politiek en ouderenzorg aan. Het boek werd tweemaal verfilmd door Jonathan Elbers: als korte film in 2012 en als speelfilm in 2019 en als jeugdserie De club van lelijke kinderen: De staatsgreep (2019).

## Het verhaal
De koningin had op een dag geen zin meer in regeren en trok zich terug ten gunste van Generaal Isimo (een woordspeling op generalissimo). Onder de generaal hadden de mensen het niet slecht, zo werd bijvoorbeeld het aantal tv-kanalen uitgebreid tot 9. Op een dag doet Generaal Isimo de mededeling dat hij alle lelijke kinderen gaat oppakken. De mensen nemen het niet serieus en gaan gewoon door met hun dagelijks leven. In de komende weken komt in iedere school een fotograaf foto's maken, en op de foto's worden bepaalde kinderen omcirkeld. Vrij snel daarna komt naar iedere school een vrolijk versierde bus om alle omcirkelde kinderen op te halen voor een leuk tochtje.
Paul, de hoofdpersoon, is een basisschoolleerling met twee enorme flaporen. Hij is een van de omcirkelde kinderen en vindt het maar wat leuk dat hij met de bus mee mag. Als de bus bij een eethuisje stopt zodat alle kinderen kunnen eten en plassen legt een cameraploeg alles vast voor de tv. Maar net als Paul de bus weer in wil stappen wordt hij de bosjes ingetrokken door een kaal meisje, Ellen. Zij vermoedt een en ander en ze houden zich schuil, en verstoppen zich vervolgens in een bestelbusje, dat wegrijdt. Zo komen ze terecht op de boerderij van mevrouw Soest en meneer Van Dijk, die erg verbaasd zijn maar hun hand over hun hart strijken en de kinderen voorlopig laten blijven.
Die avond wordt Paul, die immers niet is thuisgekomen, door zijn familie hevig gemist. Op dat moment wordt op het tv-nieuws triomfantelijk door de generaal onthuld hoe hij alle lelijke kinderen heeft opgeruimd. De reportage toont de bussen vol lelijke kinderen, en in een flits ziet Pauls verbaasde familie Paul bij het eethuis. Opa gaat hierop op zoek naar zijn kleinzoon, en trekt naar het eethuis dat hij op de tv had gezien. Hier wordt hij weinig wijzer, tot hij mevrouw Soest (die het eethuis belevert) tegenkomt en zij hem naar haar boerderij en Paul brengt. Opa is ontzettend blij maar hij, Van Dijk en mevrouw Soest overleggen want dit is ernstig.
Mevrouw Soest blijkt de koningin te zijn (haar naam verwijst immers naar paleis Soestdijk bij Soest). Omdat ze niet meer wilde regeren heeft ze de macht overgedragen, maar de generaal is nu veel te ver gegaan. Ze bezoekt de generaal op, smeert hem stroop om de mond, en weet met een list de plaats te achterhalen waar de lelijke kinderen worden vastgehouden: de hertenkamp. Dit wordt naar de ouders gelekt die vervolgens massaal hun kinderen uit de hertenkamp bevrijden. De volkswoede leidt tot de val van generaal Isimo, die gevangen wordt gezet. Hij ontsnapt, maar veel kan hij niet meer want niemand luistert meer naar hem. 
De koningin wil echter nog steeds niet zelf regeren en besluit dat er een president moet komen. De regeringstoren van de generaal wordt gesloopt en er wordt een standbeeld neergezet. Na een jaar zijn de mensen het allemaal weer vergeten...

## Thematiek
In het boek worden diverse verbanden gelegd met bestaande gebeurtenissen. Zo kan de deportatie van de kinderen worden gelinkt aan de deportaties tijdens de Tweede Wereldoorlog, terwijl de protesterende moeders doen denken aan de Dwaze Moeders. Ook beleid van de Nederlandse overheid in de jaren 80, zoals het sluiten van bejaardentehuizen, wordt in het boek aangehaald. Het verhaal krijgt daarmee een politieke lading. Meinderts omschrijft het zelf ook als een 'politiek jeugdboek'.

## Ontvangst
In de Volkskrant werd het boek negatief besproken, onder andere vanwege het ongeloofwaardige plot, de oppervlakkige behandeling van serieuze zaken als deportatie, en de zwakke schrijfstijl. Trouw reageerde positiever, maar vond het humoristische aspect onderbelicht. Ondanks de negatieve kritieken werd het boek veelvuldig herdrukt en werd het in 2012 en 2019 verfilmd. In 1988 stond het boek bovenaan de Boeken Top-5 van de Provinciale Bibliotheek Centrale voor Drenthe.